# カマンジャブ
カマンジャブ（英語: Kamanjab）は、ナミビアクネネ州の村及び選挙区。公式名称はオカマンジャ（英語: Okamanja。人口は6,012人、村議会の定数は5人（2015年現在）。